# Musée d'histoire naturelle de Berne
Le musée d'histoire naturelle de Berne, appelé en allemand Naturhistorisches Museum der Burgergemeinde Bern, est un muséum d'histoire naturelle fondé en 1832 et situé dans la ville suisse de Berne. Il se trouve depuis 1936 dans ses bâtiments actuels.

## Collections
Le muséum, qui appartient à la commune de Berne, est fameux pour ses deux cent-vingt dioramas avec des animaux empaillés originaires de Suisse, d'Afrique et d'Asie, pour sa collection minéralogique alpine, ses pépites d'or découvertes dans diverses régions de Suisse, ses météorites et sa grande collection d'invertébrés. Il possède également la collection zoologique la plus importante de Suisse de squelettes et d'os (plus de trois cents squelettes, dont celui d'un rorqual et d'un éléphant d'Asie) et une collection archéologique du Néolithique et de l'Âge du bronze de restes d'animaux.
Le musée est inscrit comme bien culturel suisse d'importance nationale.

### Animaux naturalisés
Les dioramas qui présentent de grands animaux sauvages africains ont été réalisés grâce à la collection de Bernhard von Wattenwyl et de sa fille Vivienne. Bernhard von Wattenwyl (de Watteville en français) était un grand chasseur en Afrique et les animaux naturalisés de cette collection sont issus de son expédition au Kenya effectuée en 1923-1924. En tout ce sont cent trente animaux que l'on peut admirer en trente-trois dioramas disposés le long de deux couloirs à lumière tamisée. Les dioramas rendent l'impression de l'atmosphère des biotopes des animaux.
On peut observer dans un autre département des oiseaux et des mammifères de Suisse : ce sont six cents animaux présentés en cent soixante-quatre dioramas. Un autre étage présente, quant à lui, des animaux d'Asie : léopards des neiges, pandas, orang-outans, et un rhinocéros indien, etc.
Le quatrième département des dioramas est consacré aux animaux du Grand Nord en neuf dioramas avec des ours blancs, des bœufs musqués, des pinnipèdes, des élans et divers oiseaux.
Une grande attraction du muséum est le Saint-Bernard Barry qui sauva la vie de plus d'une quarantaine de personnes.

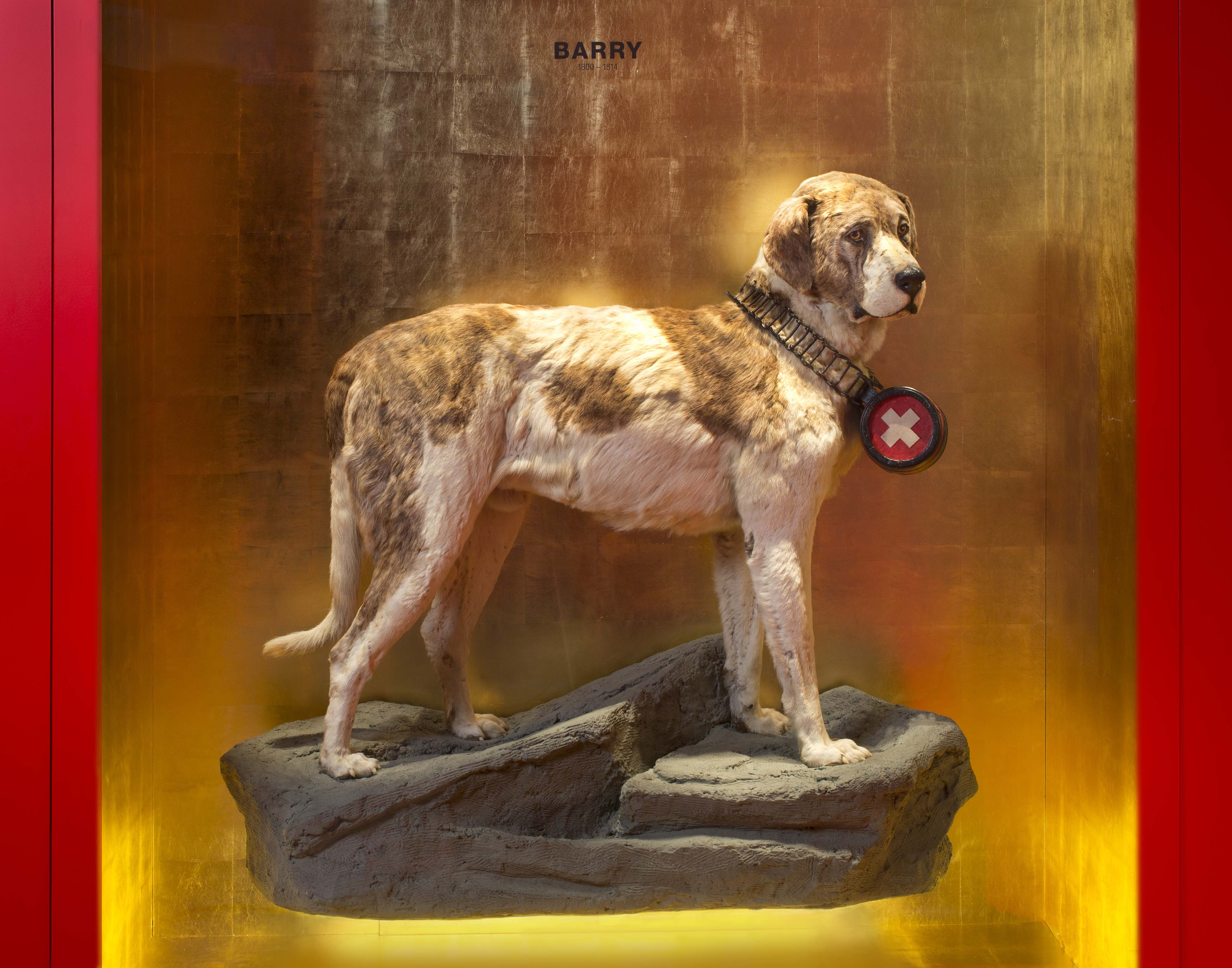
Le chien Barry
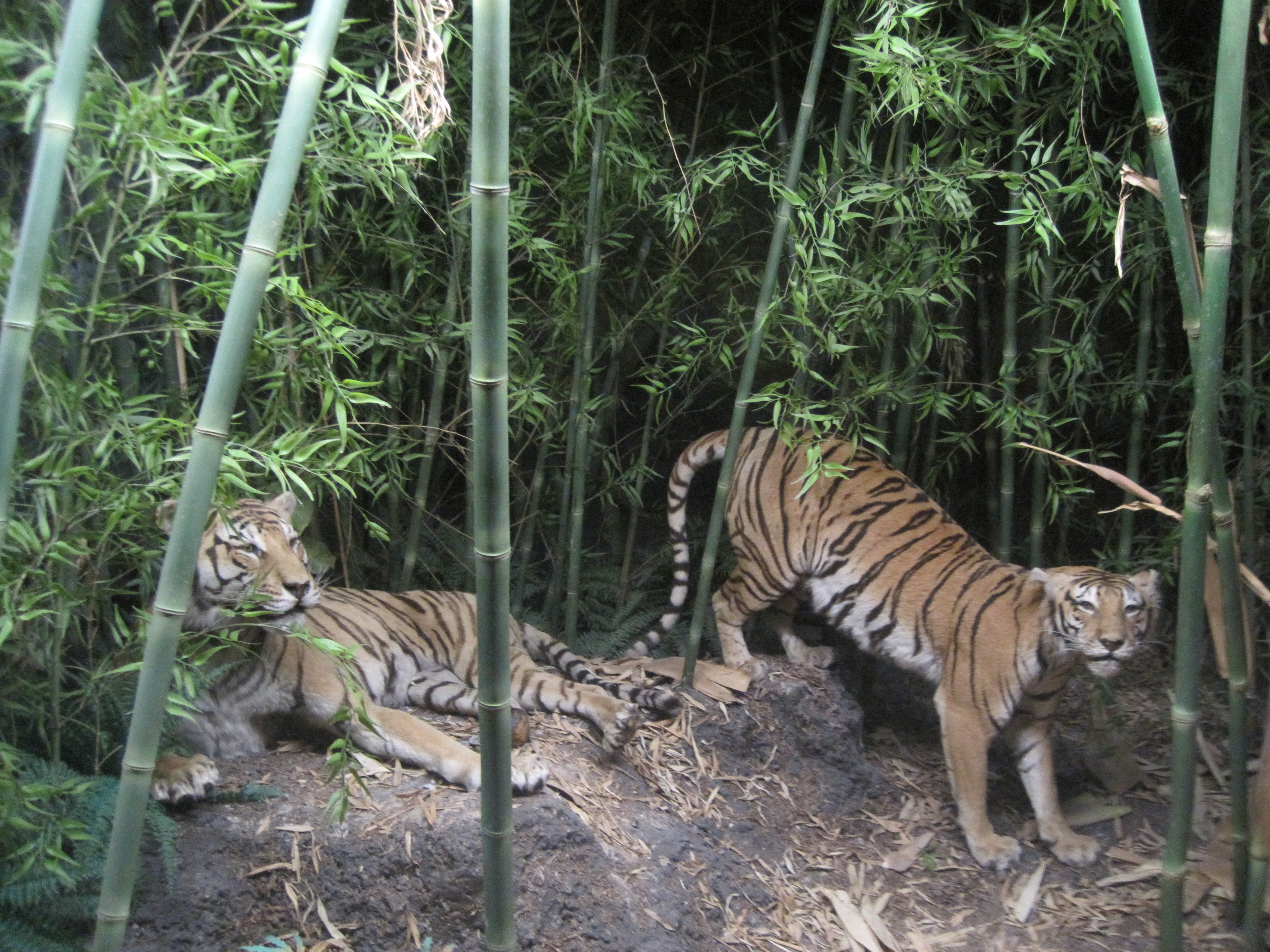
Diorama des tigres
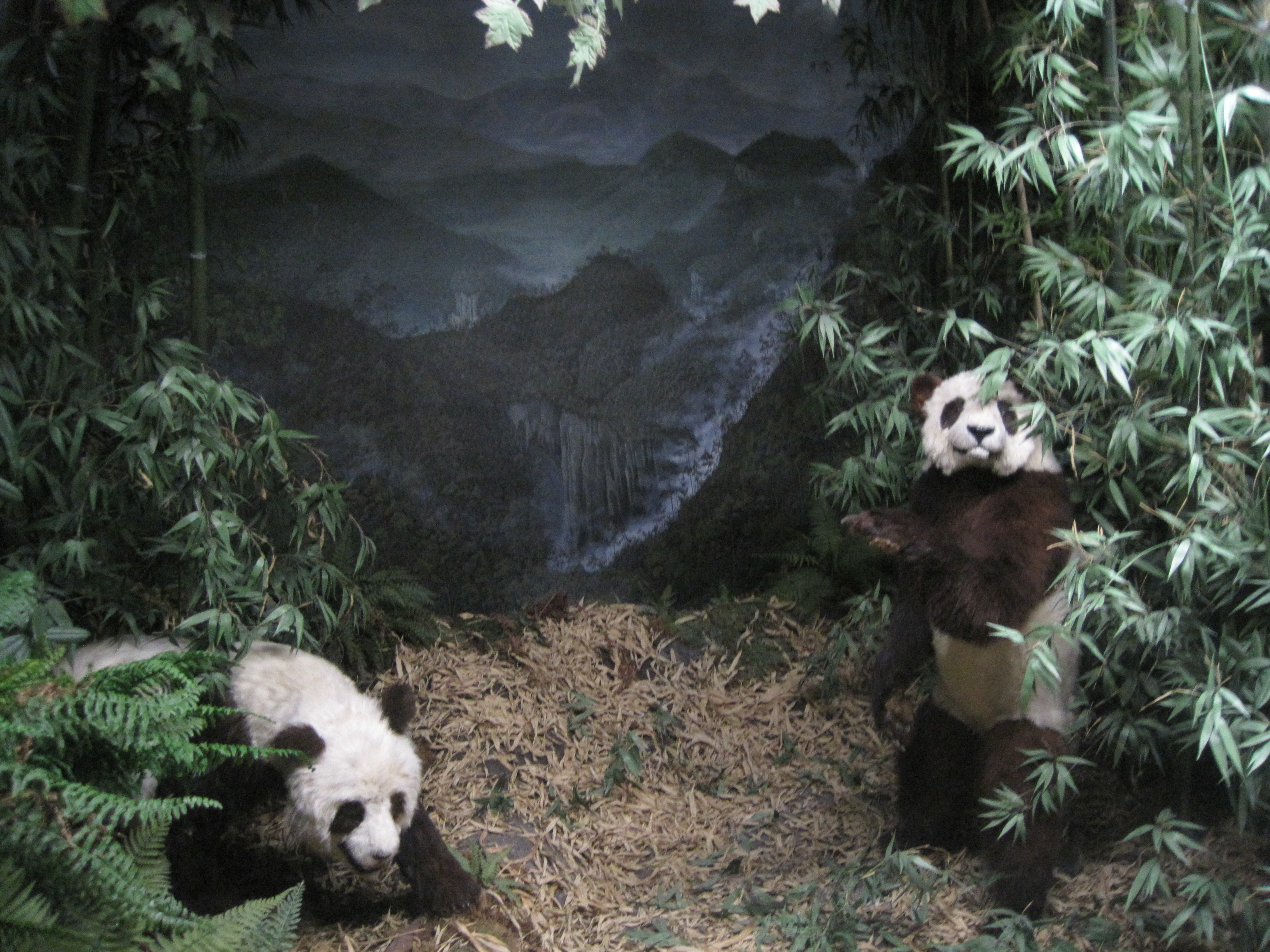
Diorama des pandas